# Тасаул
Тасау́л (каз. Тасауыл) — село у складі Бухар-Жирауського району Карагандинської області Казахстану. Входить до складу Кизилкаїнського сільського округу.
Населення — 205 осіб (2021; 272 у 2009, 342 у 1999, 359 у 1989).
Національний склад станом на 1989 рік:
- казахи — 100 %.

Станом на 1989 рік село називалось Тас-Аул.